# Otto Snell

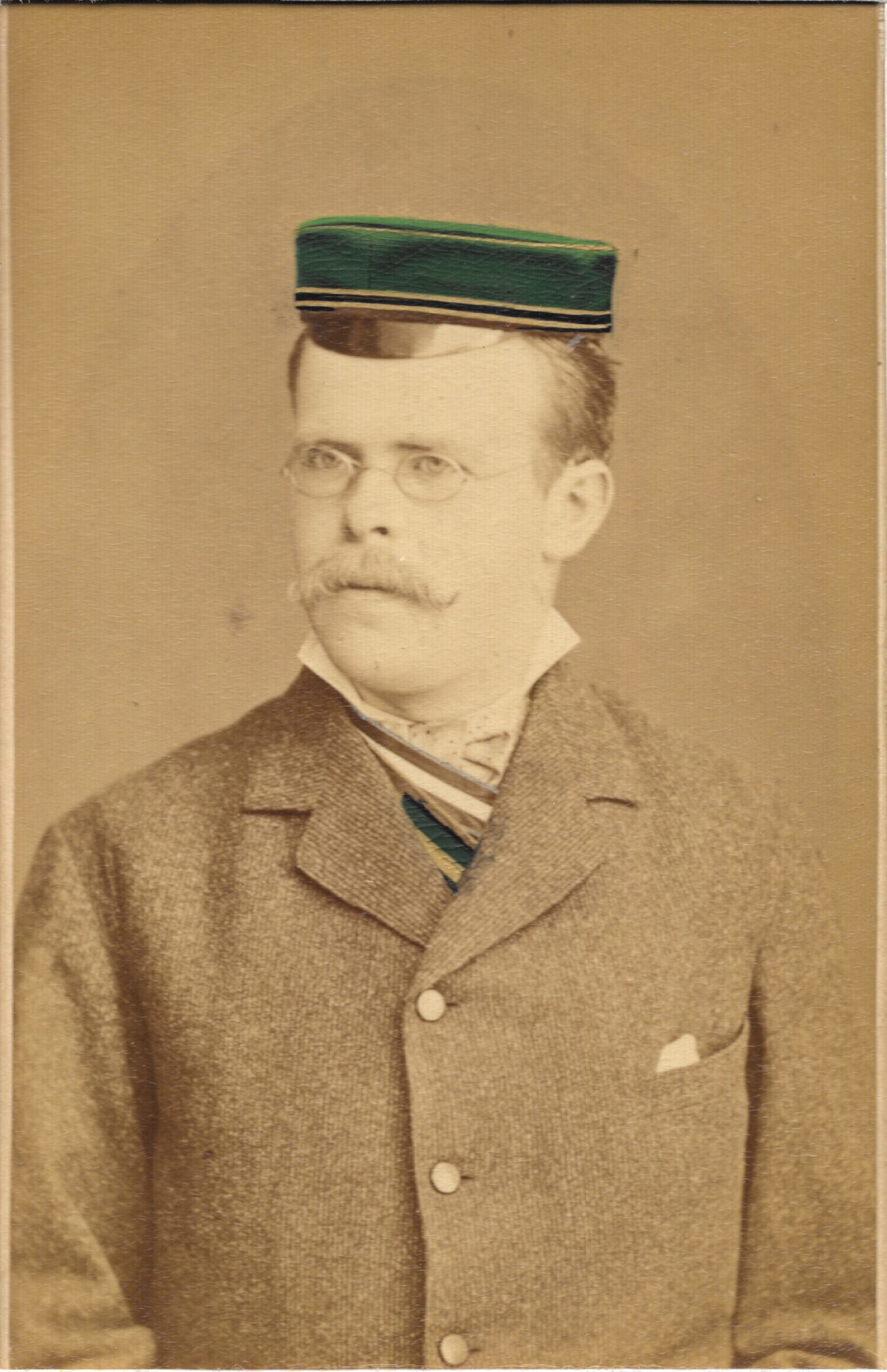
Otto Snell als Corpsstudent

Friedrich Karl Otto Snell (* 8. März 1859 in Hildesheim; † 7. Juli 1939 in Göttingen) war ein deutscher Psychiater und Klinikdirektor.

## Leben
Otto Snell stammte aus der hessischen Akademikerfamilie Snell und wurde geboren als Sohn des Psychiaters und Klinikdirektors Ludwig Snell; der Psychiater und Klinikdirektor Richard Snell (1867–1934) war sein jüngerer Bruder. Otto Snell studierte Medizin an den Universitäten Göttingen, Tübingen, Berlin und Jena und schloss 1884 in Jena mit Staatsexamen und Promotion ab. Snell wurde Mitglied des Corps Hercynia Göttingen und des Corps Borussia Tübingen. Danach arbeitete er als Assistent bei Bernhard von Gudden an der Kreis-Irrenanstalt München und von 1885 bis 1888 als Assistent seines Vaters an der Heil- und Pflegeanstalt Hildesheim. 1888 ging er nach München, wo er zeitweise König Otto von Bayern betreute. 1892 wurde er zweiter Arzt und Direktionsstellvertreter an der Heil- und Pflegeanstalt Hildesheim. Von 1901 bis 1924 leitete er die neuerrichtete Heil- und Pflegeanstalt Lüneburg. Er war unter anderem Mitarbeiter des mit ihm befreundeten Psychiaters Hubert von Grashey. Der Altphilologe Bruno Snell war Otto Snells Sohn.

## Schriften
- Hexenprozesse und Geistesstörung. Psychiatrische Untersuchungen. Lehmann, München 1891 (Digitalisat).
- Zur Geschichte der Irrenpflege. Vortrag gehalten im Verein für Kunst und Wissenschaft zu Hildesheim am 17. November 1896. Druck von Gebe-Gerstenberg, Hildesheim 1896.
- Grundzüge der Irrenpflege für Studierende und Aerzte. Reimer, Berlin 1897 (Digitalisat).
- Nachruf auf Hubert von Grashey. In: Allgemeine Zeitschrift für Psychiatrie und ihre Grenzgebiete. Band 73, 1917, S. 489–490.
- Ein Sonntagskind. Erzählung (= Büchlein zum Weitergeben. Nr. 11). Verlag „Auf der Wacht“, Berlin-Dahlem [1929].